# Södra Bankogränd

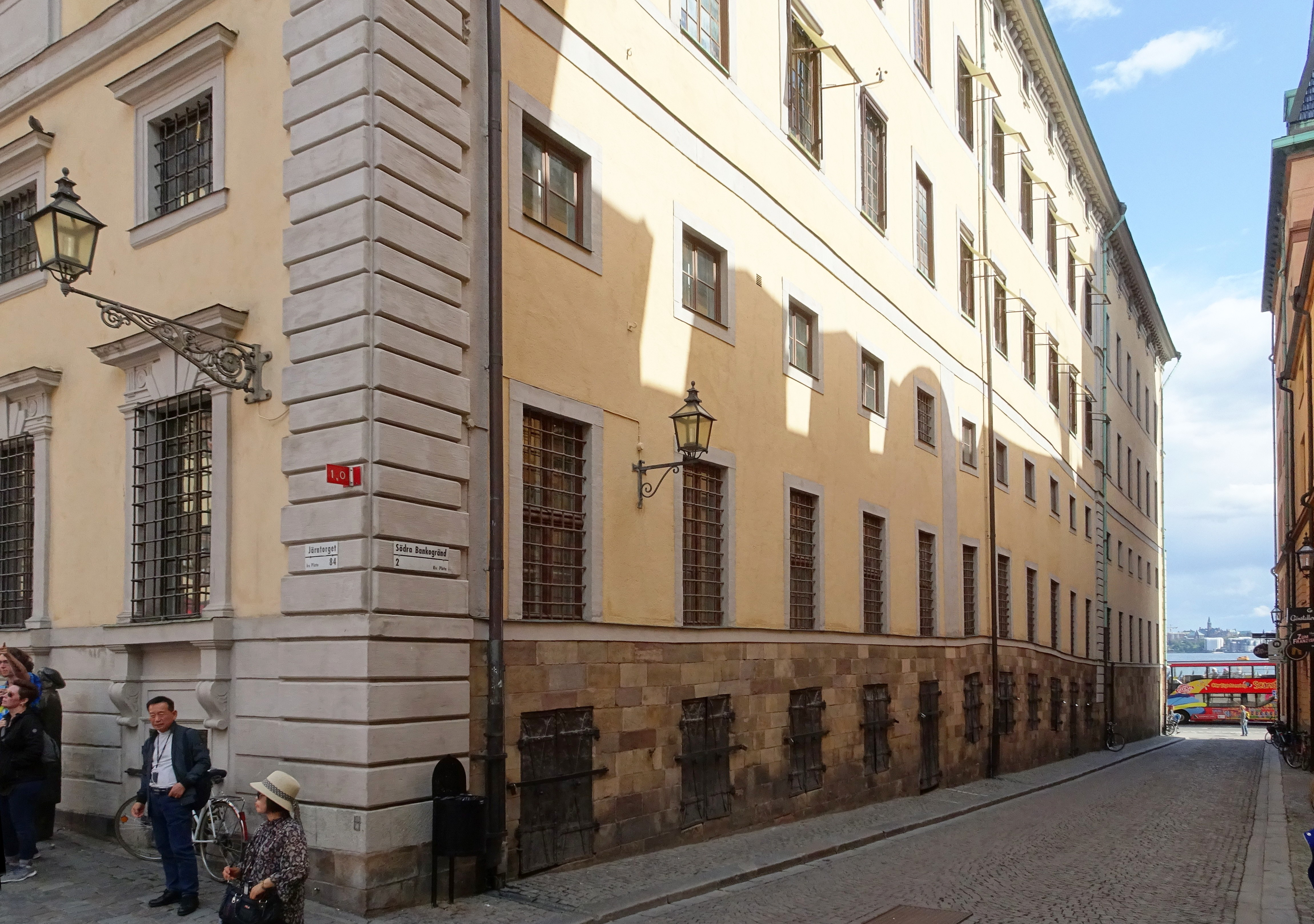
Södra Bankogränd sedd mot Skeppsbron med Södra Bankohuset till vänster.

Södra Bankogränd är en gränd i Gamla Stan i Stockholm som går mellan Skeppsbron och Järntorget på södra sidan av Södra Bankohuset. "Södra Bancogränd" finns redan på Petrus Tillaeus karta från 1733.